# Episodi di Squadra Speciale Stoccarda (quarta stagione)
La quarta stagione della serie televisiva tedesca Squadra Speciale Stoccarda è stata trasmessa dal 27 settembre 2012 al 28 marzo 2013 su ZDF.
In Italia è stata trasmessa in prima visione assoluta su Rai 2 dal 3 dicembre 2016 al 29 luglio 2017.
| Nº | Titolo originale          | Titolo italiano             | Prima TV Germania | Prima TV Italia  |
| -- | ------------------------- | --------------------------- | ----------------- | ---------------- |
| 1  | Blutige Diamanten         | I dubbi di Anna             | 27 settembre 2012 | 3 dicembre 2016  |
| 2  | Mord & Malerei            | Delitto alla casa d'aste    | 4 ottobre 2012    | 10 dicembre 2016 |
| 3  | Kindergeburtstag          | Festa di compleanno         | 11 ottobre 2012   | 17 dicembre 2016 |
| 4  | Filmtod                   | Morte sul set               | 18 ottobre 2012   | 21 gennaio 2017  |
| 5  | Ein Dorf sieht rot        | Tutti contro uno            | 25 ottobre 2012   | 28 gennaio 2017  |
| 6  | Der perfekte Mord         | Il delitto perfetto         | 1 novembre 2012   | 4 febbraio 2017  |
| 7  | Der verlorene Sohn        | Il figlio perduto           | 8 novembre 2012   | 11 febbraio 2017 |
| 8  | Der Aufreißer             | I seduttori                 | 15 novembre 2012  | 18 febbraio 2017 |
| 9  | Familienbande             | Affari di famiglia          | 22 novembre 2012  | 25 febbraio 2017 |
| 10 | Nachtschicht              | Turno di notte              | 29 novembre 2012  | 4 marzo 2017     |
| 11 | Tödliche Bilanz           | Bilancio mortale            | 6 dicembre 2012   | 1º aprile 2017   |
| 12 | Weitertanzen              | Non fermate la danza        | 13 dicembre 2012  | 22 aprile 2017   |
| 13 | Sechs Richtige            | La sestina vincente         | 20 dicembre 2012  | 29 aprile 2017   |
| 14 | Um Haaresbreite           | Le iene                     | 27 dicembre 2012  | 1º maggio 2017   |
| 15 | Mütter                    | Mamme                       | 10 gennaio 2013   | 8 maggio 2017    |
| 16 | Die Schamanin             | La sensitiva                | 17 gennaio 2013   | 15 maggio 2017   |
| 17 | Die Unsichtbaren          | L'omicida invisibile        | 24 gennaio 2013   | 22 maggio 2017   |
| 18 | Zu viel des Guten         | Una vita scaduta            | 31 gennaio 2013   | 4 giugno 2017    |
| 19 | Charity Ladys             | Dame di carità              | 7 febbraio 2013   | 17 giugno 2017   |
| 20 | Das Sterben der Nashörner | Mistero al museo            | 21 febbraio 2013  | 24 giugno 2017   |
| 21 | Undercover                | Sotto copertura             | 28 febbraio 2013  | 1 luglio 2017    |
| 22 | Rache                     | Una madre                   | 7 marzo 2013      | 8 luglio 2017    |
| 23 | Vier Männer und ein Baby  | Quattro uomini e un bambino | 14 marzo 2013     | 15 luglio 2017   |
| 24 | Bis zur letzten Rille     | Fino all'ultimo solco       | 21 marzo 2013     | 22 luglio 2017   |
| 25 | Das Wunder von Stuttgart  | Miracolo di Stoccarda       | 28 marzo 2013     | 29 luglio 2017   |

## I dubbi di Anna
- Titolo originale: Blutige Diamanten
- Diretto da:
- Scritto da:

## Delitto alla casa d'aste
- Titolo originale: Mord & Malerei
- Diretto da:
- Scritto da:

## Festa di compleanno
- Titolo originale: Kindergeburtstag
- Diretto da:
- Scritto da: